# Ниавож
Ниавож — река в России, протекает в Республике Коми. Устье реки находится в 71 км по левому берегу реки Лунвож. Длина реки составляет 22 км.
Исток реки в болотах на территории муниципального района Печора в 60 км к северо-западу от города Вуктыл. В среднем течении перетекает в муниципальный район Вуктыл. Река течёт на юг, затем поворачивает на юго-восток, всё течение проходит по ненаселённой, заболоченной тундре.
Ширина реки в нижнем течении около 6 м.

## Данные водного реестра
По данным государственного водного реестра России относится к Двинско-Печорскому бассейновому округу, водохозяйственный участок реки — Печора от водомерного поста у посёлка Шердино до впадения реки Уса, речной подбассейн реки — бассейны притоков Печоры до впадения Усы. Речной бассейн реки — Печора.
По данным геоинформационной системы водохозяйственного районирования территории РФ, подготовленной Федеральным агентством водных ресурсов:
- Код водного объекта в государственном водном реестре — 03050100212103000062002
- Код по гидрологической изученности (ГИ) — 103006200
- Код бассейна — 03.05.01.002
- Номер тома по ГИ — 03
- Выпуск по ГИ — 0